# Torri Edwards
Torri Edwards (* 31. Januar 1977 in Fontana, Kalifornien) ist eine US-amerikanische Leichtathletin.
Ihre Spezialdisziplinen sind der 100-Meter- und der 200-Meter-Lauf. Bei den Weltmeisterschaften 2003 in Paris wurde sie Weltmeisterin über 100 Meter und sie belegte über 200 Meter den zweiten Platz. Mit der US-amerikanischen 4-mal-100-Meter-Staffel gewann sie außerdem bei den Olympischen Spielen 2000 eine Bronzemedaille.
Am 7. August 2004 wurde Torri Edwards wegen Dopings für zwei Jahre gesperrt. Sie war zuvor positiv auf das Stimulanzmittel Nikethamid getestet worden. Die Athletin hatte sich zuvor über 100 und 200 Meter sowie mit der Sprintstaffel für die Olympischen Spiele 2004 qualifiziert, an denen sie nun nicht mehr teilnehmen konnte. Bei den Weltmeisterschaften 2007 in Osaka gewann sie mit der 4-mal-100-Meter-Staffel Gold.
Torri Edwards hat bei einer Größe von 1,63 m ein Wettkampfgewicht von 57 kg.